# My Oni Girl
My Oni Girl (好きでも嫌いなあまのじゃく?, Suki demo kirai na amanojaku) è un film d'animazione del 2024 diretto da Tomotaka Shibayama.

## Trama
Yatsuse Hiiragi è uno studente del primo anno di liceo che ha una personalità particolarmente desiderosa di accontentare gli altri, incapace di rifiutare una richiesta per paura di sembrare scontroso o antipatico. Nonostante i suoi sforzi per andare d'accordo con tutti, nulla sembra mai andare per il verso giusto e si ritrova senza un vero amico con cui condividere le sue esperienze. Un giorno d'estate, quando fuori nevica inspiegabilmente, incontra Tsumugi, una ragazza oni che è giunta nel mondo umano alla ricerca di sua madre. Tsumugi ha una personalità totalmente diversa da quella di Hiiragi: è audace, non si preoccupa del giudizio altrui e affronta la vita con un atteggiamento spensierato. La sua forza e indipendenza affascinano Hiiragi, e, grazie a lei, intraprende un viaggio che cambierà la sua vita, insegnandogli ad essere più sé stesso e a scoprire il valore della vera amicizia.

## Produzione
Il film è stato presentato per la prima volta nell'aprile 2022 con il co-regista di Miyo - Un amore felino Tomotaka Shibayama come regista, anche se il titolo non era stato ancora svelato. Il film parte di un accordo di esclusività di tre film tra Colorido e Netflix iniziato con La casa tra le onde di Hiroyasu Ishida uscito nel settembre 2022.
Nel marzo 2024 sono stati rivelati il titolo del film e il casting dei doppiatori ovvero Kenshō Ono e Miyu Tomita. Yuko Kakihara è stata scelta per essere la sceneggiatrice del film, mentre i disegni dei personaggi di Masafumi Yokota e Mina Kubota comporranno la colonna sonora. La sigla del film è Uso Janai, mentre la canzone di inserimento è Blues in the Closet, entrambe eseguite da Zutomayo. 

## Distribuzione
Il film è stato distribuito sulla piattaforma Netflix a partire dal 24 maggio 2024.